# Monahans (Texas)
Monahans település az Amerikai Egyesült Államok Texas államában, Ward megyében, melynek megyeszékhelye is. Lakosainak száma 7836 fő (2020. április 1.).

## Népesség
A település népességének változása:

| 2010 | 6 953 |
| 2020 | 7 836 |